# Осхер (король Хвикке)
Осхер (англ. Oshere) был королём Хвикке, англосаксонского королевства, занимавшего земли на территории, которая позже стала Глостерширом и Вустерширом. Он был членом королевского дома Нортумбрии и подкоролем Этельреда I, короля Мерсии.

## Семья
Опираясь на скудные источники, историки попытались собрать воедино взаимоотношения между Осхером и другими его современниками — Осриком, королем Хвикки и Освальдом, основателем аббатства Першор.
Существуют различные теории относительно взаимосвязей между этими персонами. Одна из них заключается в том, что Осхер был братом как Осрика, так и Освальда. Другая, выдвинутая епископом Стэббсом, заключалась в том, что Осхер был сыном Освальда, который был братом Осрика. Президент Королевского исторического общества Уильям Хант поддержал первую теорию и добавил, что, если это правда, это означало бы, что Осхер был племянником королевы Остриты, жены короля Этельреда I из Мерсии.
Историки идентифицировали двух сестер Осхера: Экбургу, вторую аббатису Глостера, и Ветбургу, монахиню. Подробности о семье появляются в письме Экбурги Святому Бонифацию около 716 года, в котором она оплакивала смерть своего брата и долгое отсутствие её сестры. Она слышала, что её сестрой была Romana carcer inclusit, что историк Диана Уотт переводит как монахиня-затворница в римской келье. Впоследствии он связался с Ветбургом, который в ответ указал на опасность путешествия в Рим из-за частых нападений сарацин. В дополнение к Экбург и Ветбург, также возможна третья сестра. Если быть точным, Уильям Хант идентифицировал Кайнебургу, первую аббатису Глостера, как сестру Экбурги и, следовательно, короля Осхера.
Сыновья Осхера были идентифицированы как Этельхард, Этельверд и Этельрик.

## Образование
Мало что известно об образовании Осхера, но поскольку его сестра была образованной, из этого следует, что и он был бы таким же. Письмо Экбурги Бонифацию свидетельствует о развитом интеллекте, что побудило Дайан Уотт заявить, что она была в числе высокообразованных женщин, которые переписывались с епископом. Историк Патрик Симс-Уильямс отметил её знакомство с произведениями классической Греции и Рима и даже зашел так далеко, что сравнил её высшей степени поэтический стиль с работами Иеронима и Павлина Ноланского.
Экбурга действительно называет Бонифация своим учителем, и, упоминая привязанность, которая, несомненно, связывала вас с моим братом, она предполагает, что Осхер также учился у Бонифация. Наиболее поучительным в отношении образования Осхера является заявление Экбурги о том, что она уступала своему брату в знаниях и заслугах.

## Хартии
Считается, что хартии, выданные на имя Осхера до 693 года, являются поддельными. Среди них есть хартия от 680 года, дающая 30 гайд монастырю в Риппле в Вустершире, в которой, однако, упоминается Осхер как король Хвикке, действующий под властью Этельреда I.
В 693 году Осхер вместе со своим сыном Этельхардом пожаловали землю Кутсвите, аббатисе Бата, которая, возможно, была членом мерсийской королевской семьи или династии Хвикке. В частности, аббатиса получила 15 гайд в Пенинтанхеме (предположительно, Инкберроу в Вустершире) и в Диллавиду (местонахождение неизвестно) для основания монастыря, который, должно быть, процветал, поскольку позже она добавила 5 гайд в Ингине (вероятно Ингон) в двенадцати милях от Пенинтанхема.
Между 674 и 704 годами Осхер также подарил 21 гайду в Уитингтоне (ныне в Глостершире) аббатисе Данне для основания монастыря.

## Смерть
Письмо Экбурги к Бонифацию, датированное 716 годом, оплакивает смерть Осхера. Экбурга назвал смерть Осхера жестокой и горькой, что заставило одного историка предположить, что он, возможно, пал в бою.